# Eduard Kullmann
Eduard Franz Ludwig Kullmann (14. červenec 1853 Magdeburg Neustadt až 16. březen 1892 Amberg), byl katolický atentátník, který se pokusil 13. července 1874 ve městě Bad Kissingen zavraždit tehdejšího kancléře Otto von Bismarcka během konfliktů mezi katolickou církví a německým císařstvím, známých jako kulturní boj (Kulturkampf). Bismarck utrpěl jen lehké střelné zranění na ruce.
Kullman byl odsouzen ke 14 letům káznice, za neposlušnost byl znovu odsouzen. Zemřel v káznici ve městě Amberg.